# Cabádio

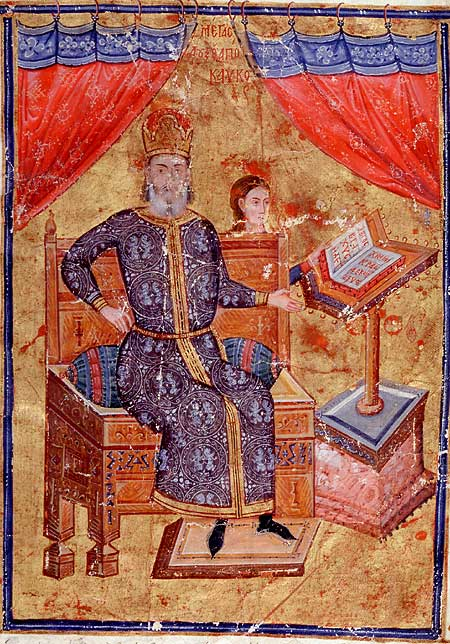
O grande duque Aleixo Apocauco na vestimenta de seu ofício, incluindo sue ricamente decorado cabádio azul

Cabádio (em grego: Καββάδι(ο)ν; romaniz.: Kabbádi(o)n) foi um cafetã, de provável origem oriental, que tornou-se parte do indumentário cortesão padrão nos últimos séculos do Império Bizantino.

## História
Quando foi mencionado pela primeira vez em 899 no Cletorológio do autor bizantino Filoteu, foi descrito como uma vestimenta dos membros bárbaros (ethnikoi) da guarda do imperador, a Heteria. Ele reaparece em meados do século XIV no Livro dos Ofícios de pseudo-Codino como o traje padrão do indumentário cerimonial de quase todos os membros da corte do Império Bizantino. Codino descreve-o como uma vestimenta "assíria" adotada pelos persas, claramente indicando sua proveniência no mundo islâmico, que era vestido sobre o escarânico. É, portanto, geralmente associado ao longo cafetã e túnica de mangas compridas vestida por vários oficiais nas descrições dos séculos XIII-XV.
O grande logóteta Teodoro Metoquita é descrito num mosaico na Igreja de Chora trajando um cafetã verde-azulada de mangas longas que foi preso com um cinto e tinha um grande colar de ouro bordado, bem como bordaduras ao longo das mangas e bainha; diferente das túnicas, aparentemente foi preso na frente e as bordas frontais duplas também foram bordados com ouro. O cabádio de Aleixo Apocauco preservado em Paris tem mangas apertadas e é decorado com medalhões contendo leões heráldicos. Segundo Codino, o cabádio também podia ser violeta ou vermelho e adornado com pérolas e sua decoração e cor determinava a posição do proprietário.